# Valki (Járkov)
Valki (en ucraniano: Валки, romanizado: Valky) es una ciudad ucraniana perteneciente al óblast de Járkov. Situada en el noreste del país, es parte del raión de Bojodújiv y centro del municipio (hromada) homónimo.

## Toponimia
El nombre del pueblo en otros idiomas de importancia local es también Valki (en ruso: Валки).

## Geografía
Valki se encuentra a orillas del río Mzha, 54 km al suroeste de Járkov y 91 km al noreste de Poltava.

## Historia
Valki fue fundada en 1646, en abril de 1780 la ciudad recibió por primera vez el estatus de ciudad y fue el centro del uyezd de Valki en la gobernación de Járkov del Imperio ruso. En el verano de 1812 se produjo en Valki un conflicto entre prisioneros de guerra turcos y la población local, que se saldó con numerosas víctimas y se conoció como la tragedia de Valki. 
A principios del siglo XX, el uyezd de Valki experimentó importantes revueltas campesinas, que fueron reprimidas con gran brutalidad por el régimen zarista. En mayo de 1920, en plena guerra civil rusa, un ejército campesino de las aldeas circundantes (según diversas estimaciones, entre 1.500 y 3.500 personas) que habían proclamado un "Gobierno popular ucraniano" intentó capturar Valky. Fracasaron por falta de armas y sus miembros fueron ejecutados. En 1923, Valki se convirtió en un centro administrativo de raión. 
Valki recuperó el estatus de ciudad en 1938.
Durante la Segunda Guerra Mundial, Valki fue ocupada por la Alemania nazi del 19 de octubre de 1941 a 16 de septiembre de 1943. Como resultado de la ocupación, la ciudad quedó gravemente destruida.
Hasta el 18 de julio de 2020, Valki fue centro del raión de Valki. El raión se abolió en julio de 2020 como parte de la reforma administrativa de Ucrania, que redujo el número de raiones del óblast de Járkiv a siete. El área del raión de Valki se fusionó con otros en el raión de Bojodújiv.
En 2021, se estableció un récord nacional en Valky: 375 personas hicieron un silbido simultáneo en un juguete tradicional de arcilla, el silbato Valki.

## Demografía
La evolución de la población de Valki entre 1897 y 2022 fue la siguiente:
| 7938                                                          | 8748 | 8468 | 6881 | 8582 | 9851 | 11 027 | 10 381 | 9528 | 9410 | 9322 | 9147 | 8577 |
| (Fuente: Cities & Towns of Ukraine y UKRAINE: Größere Städte) |      |      |      |      |      |        |        |      |      |      |      |      |

Según el censo de 2001, la lengua materna de la mayoría de los habitantes, el 95,02%, es el ucraniano; del 4,49% es el ruso.

## Infraestructura

### Transporte
La estación de tren más cercana, Koviagi, se encuentra a 12 km al sur de la ciudad. El asentamiento tiene acceso a la autopista M03 que conecta Járkiv con Kiev por Poltava.

## Personas importantes
- Petró Panch (1891-1978): escritor y dramaturgo ucraniano, uno de los fundadores de la literatura soviética ucraniana.
- Valentina Serova (1917-1975): actriz de cine y teatro soviética, ganadora del premio Stalin en segundo grado (1947).

## Galería

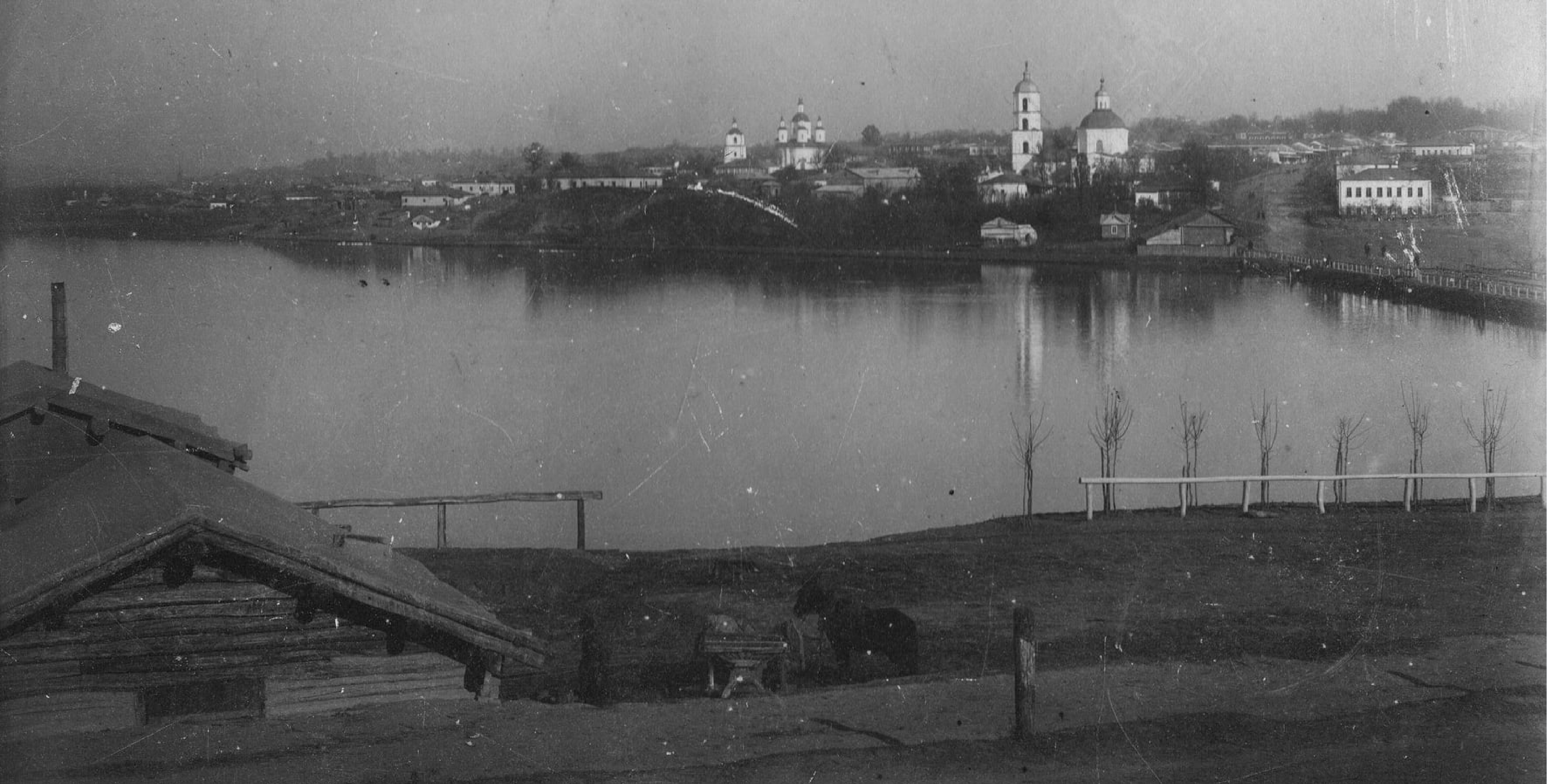
Vista de Valki en 1895
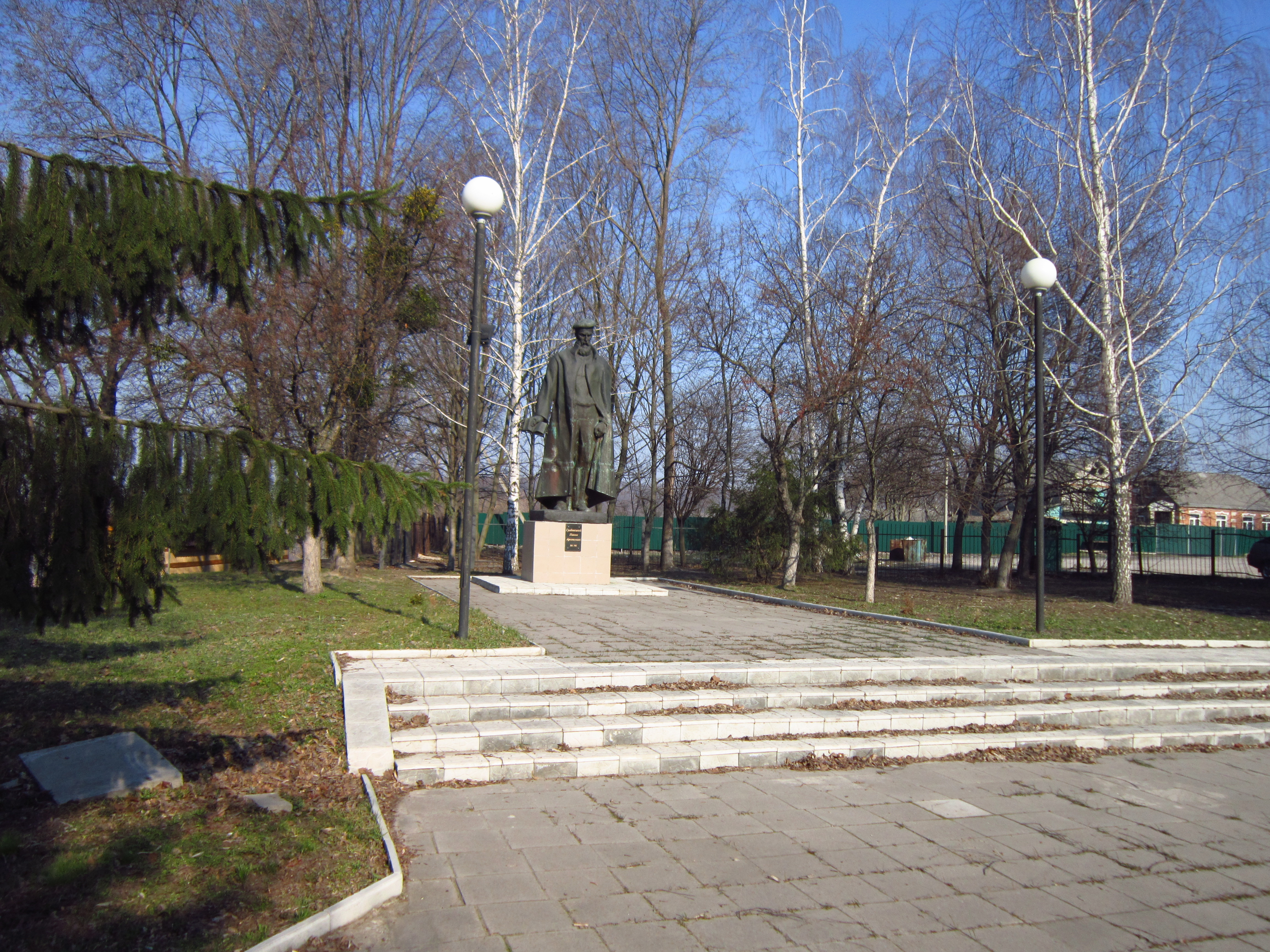
Memorial de Pavló Hrabovski
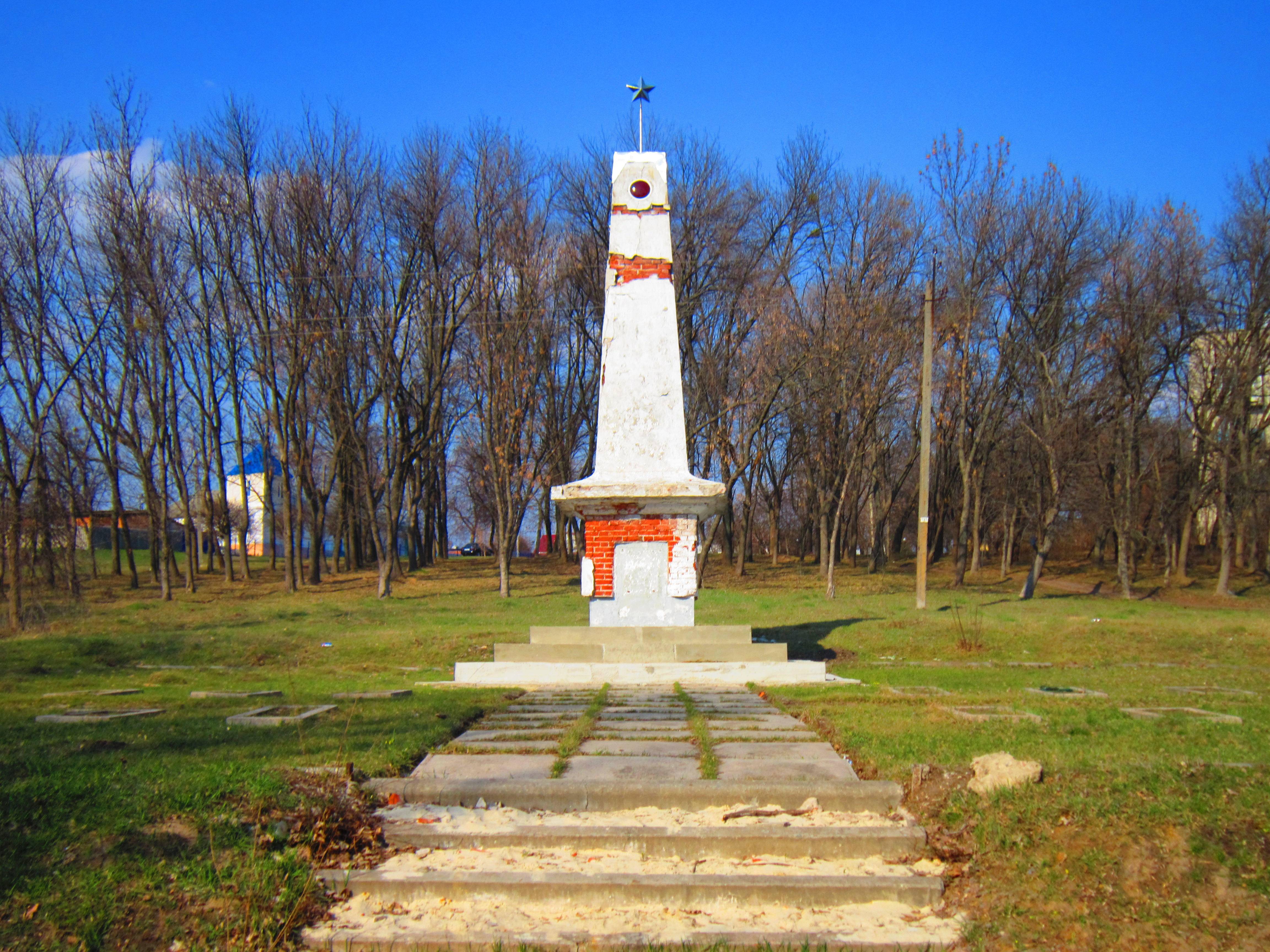
Cementerio-memorial de los luchadores bolcheviques